# جون كونراد إرنست
جون كونراد إرنست (بالدنماركية: Johan Conrad Ernst)‏ هو مهندس معماري دنماركي، ولد في 16 يونيو 1666، وتوفي في 23 سبتمبر 1750.